# مسدس (سلاح)

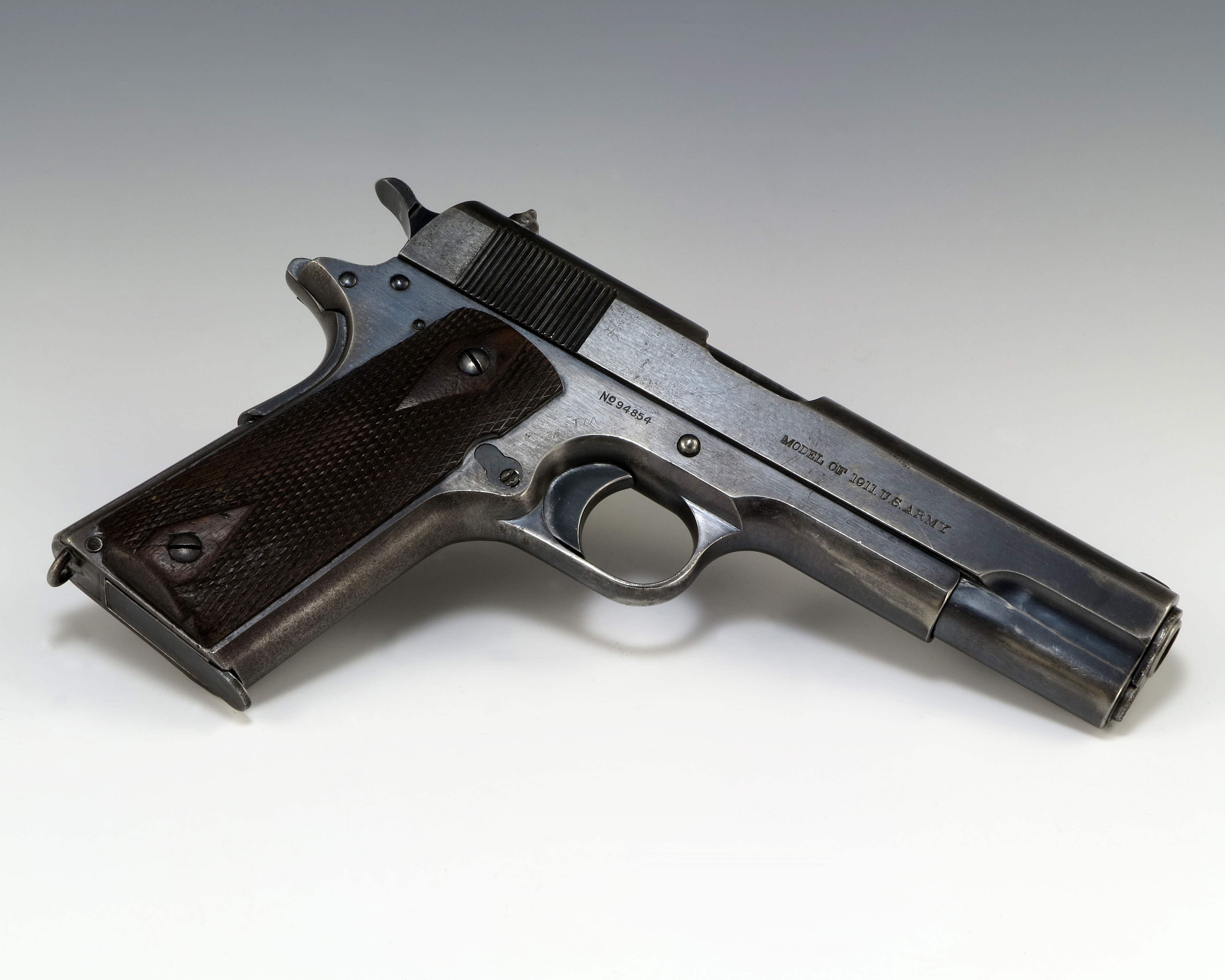
مسدس كولت 1911 نصف أوتوماتيكي عيار 0.45

المُسدَّس وكذلك يسمى الفَرد أو الطبنجة، وجمعها مسدسات، هو سلاح ناري يُشَغَّل بيد واحدة، ويحمل المسدساتِ أفرادُ القوات المسلحة في المقام الأول، كما يحملها أفراد الشرطة في بلدان متعددة، إلا أن استعمالها بواسطة المدنيين في كافة أقطار العالم تقريبًا يفوق استعمال الأجهزة الحكومية، وتستعمل المسدسات بشكل واسع في الرياضة وإصابة الأهداف وحماية الفرد وممتلكاته في بلدان متعددة، ويمتلك المواطنون المدنيون في الولايات المتحدة 55 مليون مسدس، إلا أن نسبة تملُّك الأسلحة النارية في بعض الأقطار الأخرى مثل: سويسرا تفوق نسبة تملكها في الولايات المتحدة.

## أجزاء المسدس
تختلف المسدسات في مظهرها وحجمها ونوع الذخيرة المستخدمة وطريقة تشغيلها، ولكنها كلها تتضمن الأجزاء الأساسية نفسها، وهذه الأجزاء هي الهيكل والأخمص (القبضة) والسبطانة (الماسورة) والمسددتان (أجزاء الرؤية) وآلية التشغيل (أجزاء الحركة).
الهيكل هو الجسم الرئيسي للمسدس الذي يربط الأجزاء الأخرى، أما الأخمص فهو محمل المسدس، والسبطانة هي الأنبوب المعدني الذي تنطلق الخرطوشة من خلاله كما أن السدود والأخاديد هي أسطح بارزة ومجار متعاقبة داخل السبطانة تتسبب في تدوير الرصاصة وجعلها تنتقل في مسار مستقيم، ويستخدم الرامي المسدِّدتين ليصوِّب الخرطوشة تجاه الهدف، ولكثير من المسدسات المصنوعة لإصابة الأهداف مسدِّدات قابلة للضبط، وتتضمن آلية التشغيل الأجزاء العاملة الرئيسية للمسدس وهي الزِّناد والمطرقة وحجيرة الخرطوشة كما أن نوع العمل الذي يؤديه المسدس يحدد كيفية حشوه وإطلاقه.

## أنواع المسدسات
توجد خمسة أنواع رئيسية من المسدسات هي:
1. المسدسات الدوارة أحادية الفعل
2. المسدسات الدوارة مزدوجة الفعل
3. المسدسات شبه الأوتوماتيكية أحادية الفعل
4. المسدسات شبه الأوتوماتيكية مزدوجة الفعل
5. المسدسات أحادية الطلقات

### المسدسات الدوارة أحادية الفعل

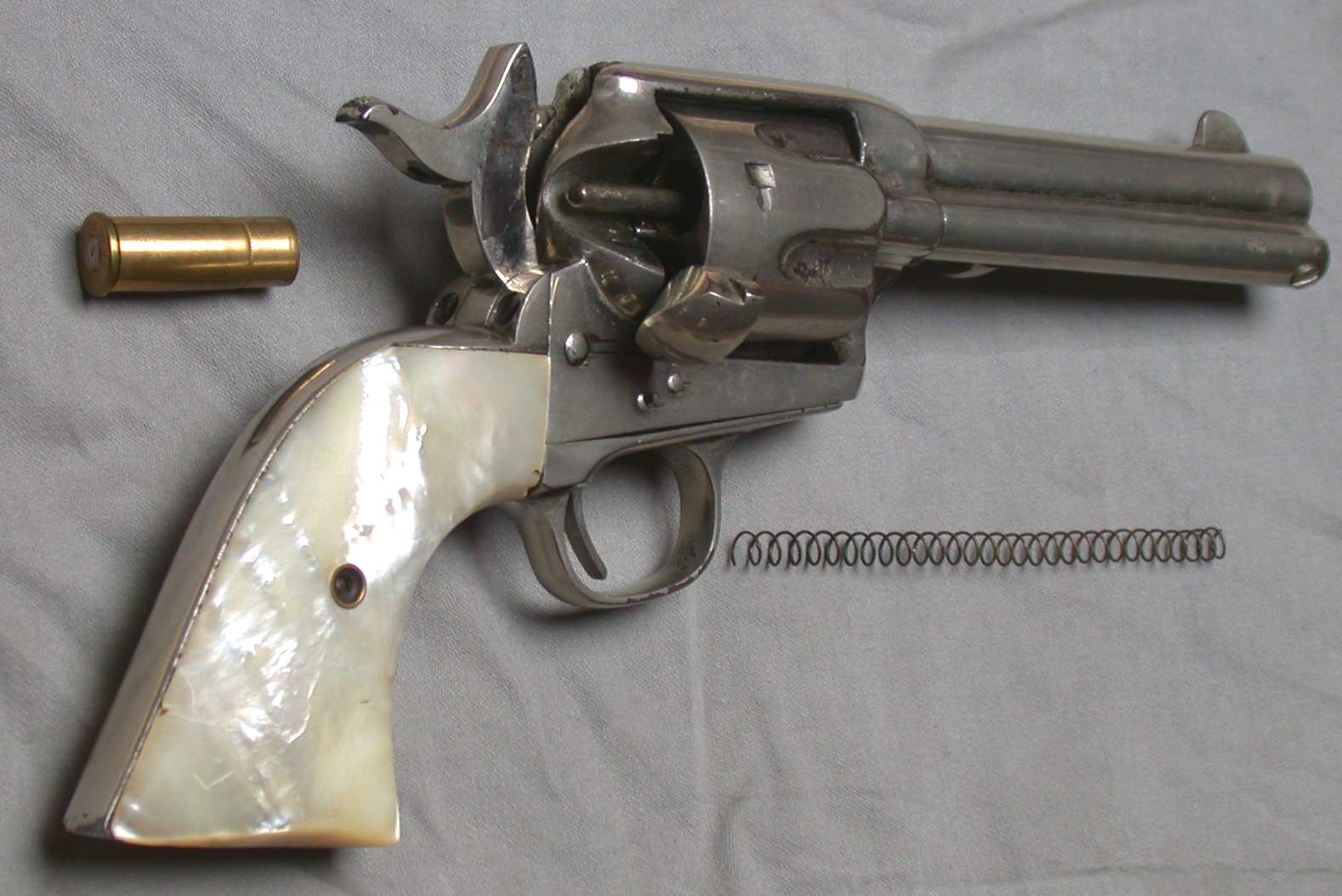
مسدس دوار

تستوعب هذه المسدسات ست خراطيش عمومًا، وهناك ذراع قرب المطرقة تقوم بتدوير البكرة سدس دورة عند نصب المطرقة، وهذه الحركة تجعل الخرطوشة متحاذية مع السبطانة وإبرة الرمي (الجزء الذي يضرب كبسولة التفجير لإطلاق الخرطوشة)، ويقوم الرامي بضغط الزناد بعد قدحه ثم تنفتح المطرقة ويسقط مطْلقًا الخرطوشة، والمسدس العسكري أحادي الفعل أمريكي الصنع من طراز كُولت والمنتج في أواسط القرن التاسع عشر هو السلاح الأكثر شهرة من هذا النوع.

### المسدسات الدوارة مزدوجة الفعل
تستوعب المسدسات مزدوجة الفعل ست خراطيش عمومًا مثل المسدسات الأحادية الفعل، ولا تتطلب من المستعمل أن يقدح المطرقة يدويًّا قبل الإطلاق، وبدلًا من ذلك يمكن إطلاق المسدس بمجرد ضغط الزناد، وعند ضغط الزناد يتحرر القفل المثبِّت للبكرة في مكانها ثم تدور البكرة، وعندما تتراصف الحُجَيرة التالية مع السبطانة فإن مزلاج البكرة يرفع إلى داخل ثلمة التثبيت محكمًا تثبيت البكرة وبعد ذلك تسقط المطرقة وتطلق الخرطوشة وتتكرر الدورة بالنسبة للطلقة التالية.
والمَـزِيـّة الرئيسية التي يتفوق بها المسدس مزدوج الفعل على المسدس أحادي الفعل هي أنه يمكن إطلاقه بسرعة أكبر، ومسدس العسكريين والشرطة من طراز سميث ووسون هو أحد المسدسات مزدوجة الفعل الأمريكية الأكثر رواجًا، واستعمل هذا السلاح لأول مرة عام 1905م.

### المسدسات شبه الأوتوماتيكية أحادية الفعل
تُطلق هذه المسدسات بسحب أداة تُسمى الزلاقة للوراء أولاً لقدح المطرقة، وعند تحرير الزلاقة فإنها تتحرك للأمام وتقوم بتلقيم الخرطوشة من المخزن في داخل الخرطوشة، وعندما يضغط الرامي الزناد فإن المطرقة تسقط ضاربة كبسولة التفجير ثم ينفجر البارود الموجود داخل الخرطوشة، ويتسبب هذا الانفجار في تحرك الزلاقة للوراء، ويزيح هذا الارتداد الخرطوشة الفارغة ثم يعيد قدح المسدس تلقائيًّا، وعندما تتحرك الزلاقة للأمام مرة أخرى فإنها تعيد حشو الحجيرة، وثمة مسدس شبه أوتوماتيكي أحادي الفعل مشهور، وهو المسدس الألماني المسدسات الأحادية الطلقات، الذي يُعرف باسم لوجر أيضًا، وقد تَبنَّى الجيش الألماني المسدس بارابلُم للخدمة في عام 1908، إلا أنه يُعتبر الآن ــ بوجه عام ــ عتيق الطراز بحيث لا يصلح إلا للاستعمال الدفاعي.

### المسدسات شبه الأوتوماتيكية مزدوجة الفعل
تعمل هذه المسدَّسات بنفس طريقة المسدسات مزدوجة الفعل إلى حد ما، فعند ضغط الزناد تقوم المطرقة بدورة الإطلاق وتطلق الخرطوشة، وبعد الطلقة الأولى يعمل المسدس بنفس طريقة المسدس شبه الأوتوماتيكي مزدوج الفعل؛ فارتداد الطلقة الأولى يؤدي إلى لفظ ظرف الخرطوشة الفارغة وقدح المطرقة ثم حشو خرطوش جديد من المخزن داخل حجيرة الخرطوش.
والمسدس شبه الأوتوماتيكي مزدوج الفعل بأشكاله المتنوعة مقبول على نحو واسع الآن تصميمًا قياسيا لمسدسات الخدمة العسكرية، وتعود شعبية المسدس شبه الأوتوماتيكي مزدوج الفعل إلى عام 1929م حين وُضع المسدس الألماني والتر من طراز ب ب (مسدس الشرطة) موضع الخدمة، وفي عام 1938م تبنَّى الجيش الألماني مسدس والتر مزدوج الفعل وهو طراز آخر من ب 0,38 سلاحًا للعسكريين، ووطَّد ذلك التبني مسدس والتر المزدوج الفعل بصفته أكثر التصاميم نفوذًا.
وهناك مسدسات حديثة دخلت للخدمة في القرن التاسع عشر كسلسلة مسدسات الكلوك ومسدسات الوالتر ومسدسات التاورس ومسدسات البرتا ومسدسات الروجر وجميعها تعمل بنفس الآلية.

### المسدسات أحادية الطلقات
تُستعمل المسدسات أحادية الطلقات على نحو رئيسي في إصابة الأهداف في المنافسات الدولية، ولحشو المسدس الأحادي الطلقات يقوم المستعمل بتحريك ذراع التشغيل (التي تستهل الفعل وتُنهيه) للأمام، وتحريكه إلى أسفل لخفض كتلة الترباس، وعندئذ يقوم المستَعْمِل بإدخال طلقة في الحجيرة، وبعد ذلك يجذب ذراع التشغيل إلى أعلى وإلى الوراء؛ لقفل الحجيرة وتحريك الخرطوش إلى الموضوع المقفل، وآنذاك يصير المسدس جاهزًا للإطلاق، وعند ضغط الزناد تسقط إبرة الرمي مسببة إطلاق الخرطوش، ويتكرر الإجراء بعد ذلك لإزاحة الخرطوش وإعادة حشو المسدس، وتتضمن المسدسات أحادية الطلقات الشهيرة المسدسات: هَامرِلي فرِي، وفُولْتر، ومَارْتِيني.

## وصلات خارجية
- مسدس الموسوعة العربية العالمية الإلكترونية